# Samsam (tijdschrift)
Samsam is een Nederlands journalistiek-educatief tijdschrift voor kinderen van acht tot twaalf jaar en een lesmethode voor mondiaal burgerschap. In Samsam komen kinderen uit de hele wereld aan het woord. 

## Naam
De naam van het tijdschrift is afgeleid van het Maleise sama-sama, dat 'gelijkelijk, samen' betekent. 

## Geschiedenis
Het tijdschrift is in 1975 door Bob van Opzeeland en een aantal studenten van de School voor Journalistiek opgericht onder de naam Project Kinderkrant. Van Opzeeland was de eerste redacteur van Samsam. Hij werd gesteund door de toenmalige minister voor Ontwikkelingssamenwerking Jan Pronk, die het belang van het behandelen van thema's over wereldburgerschap in het onderwijs wilde bevorderen; hij maakte het bestaan financieel mogelijk.

## Doelstelling en inhoud
Samsam is een educatief platform voor wereldwijze kinderen. Het blad streeft naar mondiale betrokkenheid en kritisch wereldburgerschap van leerlingen, door ze kennis te laten maken met leeftijdsgenoten over de hele wereld. Het blad sluit aan bij de kerndoelen die door het Nederlandse ministerie van Onderwijs zijn samengesteld. Ook wordt aandacht besteed aan de thema's uit de Canon van Wereldburgerschap. Verder vormen kinderrechten en millenniumdoelen de basis voor de thema's die in het tijdschrift aan de orde komen.

## Uitgever
Tot 2018 was de Nationale Commissie voor Internationale Samenwerking en Duurzame Ontwikkeling (NCDO) de uitgever. Deze organisatie werd gesubsidieerd door het Ministerie van Buitenlandse Zaken. Vanaf 2018 werd Samsam vervolgens door Sijthoff Media uitgegeven en sinds 2023 door DPG Media.